# 1999-es rövid pályás úszó-Európa-bajnokság
Az 1999-es rövid pályás úszó-Európa-bajnokságot december 9. és december 12. között rendezték Lisszabonban, Portugáliában. Az Eb-n 38 versenyszámot rendeztek.

## Magyar éremszerzők
| Helyezés | Éremszerző   | Versenyszám    | Eredmény |
| -------- | ------------ | -------------- | -------- |
| Ezüst    | Kovács Ágnes | női 50 m mell  | 31,49    |
| Ezüst    | Kovács Ágnes | női 100 m mell | 1:08,30  |
| Ezüst    | Kovács Ágnes | női 200 m mell | 2:25,41  |

## Éremtáblázat
(A táblázatban Magyarország és a rendező nemzet eltérő háttérszínnel kiemelve.)
| Helyezés | Nemzet             | Arany | Ezüst | Bronz | Összesen |
| 1.       | Svédország         | 9     | 7     | 1     | 17       |
| 2.       | Németország        | 6     | 12    | 8     | 26       |
| 3.       | Ukrajna            | 5     | 1     | 3     | 9        |
| 4.       | Egyesült Királyság | 3     | 3     | 9     | 15       |
| 5.       | Hollandia          | 3     | 1     | 2     | 6        |
| 6.       | Spanyolország      | 2     | 2     | 1     | 5        |
| 7.       | Horvátország       | 2     | 1     | 0     | 3        |
| 7.       | Szlovákia          | 2     | 1     | 0     | 3        |
| 9.       | Izland             | 2     | 0     | 0     | 2        |
| 10.      | Dánia              | 1     | 1     | 2     | 4        |
| 10.      | Olaszország        | 1     | 1     | 2     | 4        |
| 12.      | Belgium            | 1     | 0     | 1     | 2        |
| 12.      | Oroszország        | 1     | 0     | 1     | 2        |
| 14.      | Franciaország      | 1     | 0     | 0     | 1        |
| 15.      | Magyarország       | 0     | 3     | 0     | 3        |
| 16.      | Fehéroroszország   | 0     | 1     | 1     | 2        |
| 16.      | Portugália         | 0     | 1     | 1     | 2        |
| 16.      | Szlovénia          | 0     | 1     | 1     | 2        |
| 16.      | Svájc              | 0     | 1     | 1     | 2        |
| 20.      | Törökország        | 0     | 1     | 0     | 1        |
| 21.      | Csehország         | 0     | 0     | 1     | 1        |
| 21.      | Finnország         | 0     | 0     | 1     | 1        |
| 21.      | Izrael             | 0     | 0     | 1     | 1        |
| Összesen | Összesen           | 39    | 38    | 37    | 114      |

## Érmesek
- WR – világrekord (World Record)
- ER – Európa-rekord (európai versenyző által elért eddigi legjobb eredmény) (European Record)

### Férfi
| Versenyszám              | Arany                                                                             | Arany    | Ezüst                                                                                   | Ezüst    | Bronz                                                                                   | Bronz    |
| ------------------------ | --------------------------------------------------------------------------------- | -------- | --------------------------------------------------------------------------------------- | -------- | --------------------------------------------------------------------------------------- | -------- |
| 50 m-es gyorsúszás       | Mark Foster · Egyesült Királyság                                                  | 21,71    | Pieter van den Hoogenband · Hollandia                                                   | 21,79    | Lorenzo Vismara · Olaszország                                                           | 21,83    |
| 100 m-es gyorsúszás      | Pieter van den Hoogenband · Hollandia                                             | 47,20    | Lars Frölander · Svédország                                                             | 47,86    | Karel Novy · Svájc                                                                      | 48,44    |
| 200 m-es gyorsúszás      | Pieter van den Hoogenband · Hollandia                                             | 1:44,34  | Massimiliano Rosolino · Olaszország                                                     | 1:45,22  | Stefan Herbst · Németország                                                             | 1:46,09  |
| 400 m-es gyorsúszás      | Massimiliano Rosolino · Olaszország                                               | 3:42,00  | Jörg Hoffmann · Németország                                                             | 3:42,88  | James Salter · Egyesült Királyság                                                       | 3:43,48  |
| 1500 m-es gyorsúszás     | Igor Chervynskyi · Ukrajna                                                        | 14:42,05 | Jörg Hoffmann · Németország                                                             | 14:45,71 | Teo Edo · Spanyolország                                                                 | 14:59,43 |
|                          |                                                                                   |          |                                                                                         |          |                                                                                         |          |
| 50 m-es hátúszás         | Miro Žeravica · Horvátország                                                      | 24,70    | Tomislav Karlo · Horvátország                                                           | 24,72    | Sebastian Halgasch · Németország                                                        | 24,79    |
| 100 m-es hátúszás        | Örn Arnarson · Izland                                                             | 53,13    | Derya Büyükunçu · Törökország                                                           | 53,17    | Volodymyr Nikolaychuk · Ukrajna                                                         | 53,27    |
| 200 m-es hátúszás        | Örn Arnarson · Izland                                                             | 1:54,23  | Jirka Letzin · Németország                                                              | 1:55,19  | Adam Ruckwood · Egyesült Királyság                                                      | 1:55,25  |
|                          |                                                                                   |          |                                                                                         |          |                                                                                         |          |
| 50 m-es mellúszás        | Mark Warnecke · Németország                                                       | 27,10    | Oleg Lisogor · Ukrajna                                                                  | 27,37    | Roman Sloudnov · Oroszország                                                            | 27,38    |
| 100 m-es mellúszás       | Roman Sloudnov · Oroszország                                                      | 58,85    | Patrik Isaksson · Svédország                                                            | 59,32    | José Couto · Portugália                                                                 | 59,70    |
| 200 m-es mellúszás       | Stéphan Perrot · Franciaország                                                    | 2:07,82  | José Couto · Portugália                                                                 | 2:09,98  | Adam Whitehead · Egyesült Királyság                                                     | 2:10,98  |
|                          |                                                                                   |          |                                                                                         |          |                                                                                         |          |
| 50 m-es pillangóúszás    | Miloš Milošević · Horvátország · Lars Frölander · Svédország                      | 23,35    | nem adták ki                                                                            |          | Jere Hård · Finnország                                                                  | 23,81    |
| 100 m-es pillangóúszás   | Lars Frölander · Svédország                                                       | 51,19    | James Hickman · Egyesült Királyság                                                      | 51,43    | Denys Sylantyev · Ukrajna                                                               | 52,01    |
| 200 m-es pillangóúszás   | James Hickman · Egyesült Királyság                                                | 1:53,52  | Thomas Rupprath · Németország                                                           | 1:54,43  | Denys Sylantyev · Ukrajna                                                               | 1:54,86  |
|                          |                                                                                   |          |                                                                                         |          |                                                                                         |          |
| 100 m-es vegyes úszás    | Jens Kruppa · Németország                                                         | 53,93    | Peter Mankoč · Szlovénia                                                                | 54,27    | Marcel Wouda · Hollandia                                                                | 54,38    |
| 200 m-es vegyes úszás    | Marcel Wouda · Hollandia                                                          | 1:56,46  | Jirka Letzin · Németország                                                              | 1:58,23  | Massimiliano Rosolino · Olaszország                                                     | 1:58,57  |
| 400 m-es vegyes úszás    | Frederik Hviid · Spanyolország                                                    | 4:08,85  | Jirka Letzin · Németország                                                              | 4:09,85  | Michael Halika · Izrael                                                                 | 4:12,25  |
|                          |                                                                                   |          |                                                                                         |          |                                                                                         |          |
| 4 × 50 m-es gyorsváltó   | Svédország · Claes Andersson · Lars Frölander · Stefan Nystrand · Daniel Carlsson | 1:27,12  | Németország · Mitja Zastrow · Alexander Lüderitz · Stephan Kunzelmann · Kai Hanschmann  | 1:27,76  | Hollandia · Dennis Rijnbeek · Stefan Aartsen · Marcel Wouda · Pieter van den Hoogenband | 1:27,95  |
| 4 × 50 m-es vegyes váltó | Svédország · Daniel Carlsson · Patrik Isaksson · Lars Frölander · Stefan Nystrand | 1:36,00  | Németország · Sebastian Halgasch · Mark Warnecke · Thomas Rupprath · Alexander Lüderitz | 1:36,56  | Egyesült Királyság · Neil Willey · Darren Mew · James Hickman · Mark Foster             | 1:36,78  |

### Női
| Versenyszám              | Arany                                                                                       | Arany      | Ezüst                                                                         | Ezüst   | Bronz                                                                               | Bronz   |
| ------------------------ | ------------------------------------------------------------------------------------------- | ---------- | ----------------------------------------------------------------------------- | ------- | ----------------------------------------------------------------------------------- | ------- |
| 50 m-es gyorsúszás       | Therese Alshammar · Svédország                                                              | 24,09 WR   | Anna-Karin Kammerling · Svédország · Sue Rolph · Egyesült Királyság           | 24,90   | nem adták ki                                                                        |         |
| 100 m-es gyorsúszás      | Therese Alshammar · Svédország                                                              | 52,80 WR   | Sue Rolph · Egyesült Királyság                                                | 53,26   | Sandra Völker · Németország                                                         | 53,34   |
| 200 m-es gyorsúszás      | Martina Moravcová · Szlovákia                                                               | 1:56,28    | Josefin Lillhage · Svédország                                                 | 1:57,15 | Natalya Baranovskaya · Fehéroroszország                                             | 1:57,33 |
| 400 m-es gyorsúszás      | Jana Klocskova · Ukrajna                                                                    | 4:05,12    | Natalya Baranovskaya · Fehéroroszország                                       | 4:06,13 | Silvia Szalai · Németország                                                         | 4:06,48 |
| 800 m-es gyorsúszás      | Jana Klocskova · Ukrajna                                                                    | 8:22,37    | Flavia Rigamonti · Svájc                                                      | 8:25,82 | Jana Henke · Németország                                                            | 8:28,89 |
|                          |                                                                                             |            |                                                                               |         |                                                                                     |         |
| 50 m-es hátúszás         | Sandra Völker · Németország                                                                 | 27,31      | Nina Zhivanevskaya · Spanyolország                                            | 28,24   | Antje Buschschulte · Németország                                                    | 28,35   |
| 100 m-es hátúszás        | Nina Zhivanevskaya · Spanyolország                                                          | 59,87      | Antje Buschschulte · Németország                                              | 1:00,08 | Sarah Price · Egyesült Királyság                                                    | 1:00,88 |
| 200 m-es hátúszás        | Antje Buschschulte · Németország                                                            | 2,08,11    | Nina Zhivanevskaya · Spanyolország                                            | 2,09,47 | Nicole Hetzer · Németország                                                         | 2,09,62 |
|                          |                                                                                             |            |                                                                               |         |                                                                                     |         |
| 50 m-es mellúszás        | Zoë Baker · Egyesült Királyság                                                              | 31,40      | Kovács Ágnes · Magyarország                                                   | 31,49   | Janne Schäfer · Németország                                                         | 31,95   |
| 100 m-es mellúszás       | Brigitte Becue · Belgium                                                                    | 1:08,15    | Kovács Ágnes · Magyarország                                                   | 1:08,30 | Emma Igelström · Svédország                                                         | 1:08,74 |
| 200 m-es mellúszás       | Anne Poleska · Németország                                                                  | 2:24,78    | Kovács Ágnes · Magyarország                                                   | 2:25,41 | Brigitte Becue · Belgium                                                            | 2:26,82 |
|                          |                                                                                             |            |                                                                               |         |                                                                                     |         |
| 50 m-es pillangóúszás    | Anna-Karin Kammerling · Svédország                                                          | 25,64 WR   | Johanna Sjöberg · Svédország                                                  | 26,42   | Nicola Jackson · Egyesült Királyság                                                 | 27,17   |
| 100 m-es pillangóúszás   | Johanna Sjöberg · Svédország                                                                | 57,73      | Mette Jacobsen · Dánia                                                        | 59,11   | Sophia Skou · Dánia                                                                 | 59,80   |
| 200 m-es pillangóúszás   | Mette Jacobsen · Dánia                                                                      | 2:06,87    | Johanna Sjöberg · Svédország                                                  | 2:08,62 | Sophia Skou · Dánia                                                                 | 2:09,33 |
|                          |                                                                                             |            |                                                                               |         |                                                                                     |         |
| 100 m-es vegyes úszás    | Martina Moravcová · Szlovákia                                                               | 1:00,78    | Annika Mehlhorn · Németország                                                 | 1:01,82 | Nataša Kejžar · Szlovénia                                                           | 1:02,16 |
| 200 m-es vegyes úszás    | Jana Klocskova · Ukrajna                                                                    | 2:09,08 ER | Martina Moravcová · Szlovákia                                                 | 2:09,25 | Sue Rolph · Egyesült Királyság                                                      | 2:11,29 |
| 400 m-es vegyes úszás    | Jana Klocskova · Ukrajna                                                                    | 4:34,07    | Nicole Hetzer · Németország                                                   | 4:37,47 | Hana Černá · Csehország                                                             | 4:37,74 |
|                          |                                                                                             |            |                                                                               |         |                                                                                     |         |
| 4 × 50 m-es gyorsváltó   | Svédország · Johanna Sjöberg · Therese Alshammar · Anna-Karin Kammerling · Malin Svahnström | 1:38,45    | Németország · Katrin Meißner · Simone Osygus · Sandra Völker · Britta Steffen | 1:39,21 | Egyesült Királyság · Alison Sheppard · Nicola Jackson · Karen Pickering · Sue Rolph | 1:39,93 |
| 4 × 50 m-es vegyes váltó | Svédország · Therese Alshammar · Emma Igelström · Johanna Sjöberg · Anna-Karin Kammerling   | 1:49,47    | Németország · Sandra Völker · Janne Schäfer · Marietta Uhle · Katrin Meißner  | 1:49,87 | Egyesült Királyság · Katy Sexton · Zoë Baker · Nicola Jackson · Sue Rolph           | 1:51,64 |